# ماثيو ريتشموند
ماثيو ريتشموند (بالإنجليزية: Mathew Richmond)‏ هو سياسي نيوزلندي، ولد في 1801 في المملكة المتحدة، وتوفي في 5 مارس 1887.